# كيوتيكس
فريق الكيوتيكس (بالإنجليزية: The Chaotix)‏ (باليابانية:カオティクス)  هم شخصيات خيالية من ألعاب الفيديو، وهم أصدقاء ناكلز أظهرو أول لعبة لهم ناكلز كيوتيكس على الجهاز سيجا 32 X .
يعتبر "كيوتيكس" فريقًا من الأبطال الإيجابيين الذين يديرون وكالة تحقيقات خاصة بهم. وعلى الرغم من أنهم في الغالب يظهرون كفريق غير منظم وفوضوي، إلا أنهم دائمًا يظهرون بشكل فعال في مهامهم. يتم استخدامهم في العديد من المواقف لإضفاء لمسة كوميدية على اللحظات الجادة في السلسلة.

## أسماء الشخصيات
| الاسم                                        | النوع      | الوصف |
| -------------------------------------------- | ---------- | --- |
| التمساح فيكتور (Vector the Crocodile)        | تمساح      | قائد فريق كيوتيكس، شخصية قوية وذكية تحب الموسيقى والغناء. عادل ويحب مساعدة الآخرين في حل القضايا المعقدة.                                                |
| الحرباء إسبيو (Espio the Chameleon)          | حرباء      | حرباء نينجا يمتلك مهارات في التسلل والاختفاء. خبير في التجسس والقتال الصامت، ويتميز بالهدوء والذكاء.                                                     |
| تشارمي بي (Charmy Bee)                       | نحلة       | نحلة صغيرة مليئة بالحيوية والطاقة. يحب اللعب والمرح، وهو شجاع وداعم لفريقه ولديه ولاء كبير.                                                              |
| المدرّع مايتي (Mighty the Armadillo)          | مدرّع       | شخصية قوية تحب الطبيعة والمغامرة. يعشق السفر والتجول في أماكن جديدة، وهو شخص صادق ووفي. ظهر لأول مرة في لعبة سيغا سونيك ذا هيدجهوج في الأركيد.           |
| السنجاب الطائر راي (Ray the Flying Squirrel) | سنجاب طائر | سنجاب طائر قادر على الطيران والتسلق. يتمتع بشخصية هادئة وودودة، ويحب الاستمتاع بالحياة والمغامرة. ظهر لأول مرة في لعبة سيغا سونيك ذا هيدجهوج في الأركيد. |